# Cortezura
Cortezura är ett släkte av kräftdjur. Cortezura ingår i familjen Anthuridae.
Kladogram enligt Catalogue of Life:
| Cortezura | \| \| Cortezura confixa \| \| \| \| \| \| Cortezura penascoensis \| \| \| \| |
|           | \| \| Cortezura confixa \| \| \| \| \| \| Cortezura penascoensis \| \| \| \| |
|           | Amakusanthura                                                                |
|           |                                                                              |
|           | Anthura                                                                      |
|           |                                                                              |
|           | Apanthura                                                                    |
|           |                                                                              |
|           | Apanthuroides                                                                |
|           |                                                                              |
|           | Apanthuropsis                                                                |
|           |                                                                              |
|           | Caenanthura                                                                  |
|           |                                                                              |
|           | Cetanthura                                                                   |
|           |                                                                              |
|           | Chelanthura                                                                  |
|           |                                                                              |
|           | Cyathura                                                                     |
|           |                                                                              |
|           | Exallanthura                                                                 |
|           |                                                                              |
|           | Haliophasma                                                                  |
|           |                                                                              |
|           | Indanthura                                                                   |
|           |                                                                              |
|           | Leipanthura                                                                  |
|           |                                                                              |
|           | Malacanthura                                                                 |
|           |                                                                              |
|           | Mesanthura                                                                   |
|           |                                                                              |
|           | Nemanthura                                                                   |
|           |                                                                              |
|           | Notanthura                                                                   |
|           |                                                                              |
|           | Pendanthura                                                                  |
|           |                                                                              |
|           | Pilosanthura                                                                 |
|           |                                                                              |
|           | Ptilanthura                                                                  |
|           |                                                                              |
|           | Quantanthura                                                                 |
|           |                                                                              |
|           | Sauranthura                                                                  |
|           |                                                                              |
|           | Skuphonura                                                                   |
|           |                                                                              |
|           | Stygocyathura                                                                |
|           |                                                                              |
|           | Cortezura confixa                                                            |
|           |                                                                              |
|           | Cortezura penascoensis                                                       |
|           |                                                                              |

|  | Cortezura confixa      |
|  |                        |
|  | Cortezura penascoensis |
|  |                        |